# Lista nagród i nominacji Miley Cyrus
Lista nagród i nominacji Miley Cyrus – zestawienie nagród i nominacji otrzymanych przez amerykańską piosenkarkę popową, aktorkę, kompozytorkę, autorkę tekstów, producentkę muzyczną, producentkę filmową, reżyserkę i filantropkę Miley Cyrus.
Według poniższej listy Cyrus zdobyła łącznie 86 nagród z 305 nominacji. Za twórczość muzyczną otrzymała 9 nominacji do Grammy (z czego 3 zmieniły się w nagrody), 4 do Brit Awards (1 nagroda), 26 do MTV Video Music Awards (3 nagrody), 20 do Europejskich Nagród Muzycznych MTV (2 nagrody), 2 do American Music Awards, 20 do Billboard Music Awards (5 nagród) i 2 do ARIA Music Awards. Za działalność w obszarze filmu i telewizji otrzymała po 2 nominacje do Złotego Globu, Critics’ Choice Movie Awards i MTV Movie Awards (z czego jedna zmieniła się w nagrodę), a także 5 do Young Artist Awards (jedna nagroda). Ponadto jest laureatką 18 Teen Choice Awards, 6 Nickelodeon Kids’ Choice Awards i People’s Choice Award.

## Lista
| Plebiscyt                                             | Rok  | Kategoria                                                      | Nominowana twórczość                                                                | Rezultat  | Źr.                     |
| ----------------------------------------------------- | ---- | -------------------------------------------------------------- | ----------------------------------------------------------------------------------- | --------- | ----------------------- |
| American Music Awards                                 | 2009 | Ulubiona ścieżka dźwiękowa                                     | Hannah Montana: The Movie                                                           | Nominacja | [ 1 ]                   |
| American Music Awards                                 | 2009 | Ulubiona ścieżka dźwiękowa                                     | Hannah Montana 3                                                                    | Nominacja | [ 1 ]                   |
| APRA Music Awards                                     | 2020 | Najczęściej odtwarzany utwór zagraniczny                       | „Nothing Breaks Like a Heart” (z Markiem Ronsonem)                                  | Nominacja | [ 2 ]                   |
| ARIA Music Awards                                     | 2021 | Najlepszy wykonawca zagraniczny                                |                                                                                     | Nominacja | [ 3 ]                   |
| ARIA Music Awards                                     | 2021 | Singel roku                                                    | „Without You” (z The Kid Laroi)                                                     | Nominacja | [ 3 ]                   |
| Bambi                                                 | 2013 | Najlepszy zagraniczny wykonawca popowy                         |                                                                                     | Wygrana   | [ 4 ]                   |
| Billboard Music Awards                                | 2014 | Najlepszy wykonawca                                            |                                                                                     | Nominacja | [ 5 ] [ 6 ]             |
| Billboard Music Awards                                | 2014 | Najlepsza artystka                                             |                                                                                     | Nominacja | [ 5 ] [ 6 ]             |
| Billboard Music Awards                                | 2014 | Najlepszy wykonawca na Hot 100                                 |                                                                                     | Nominacja | [ 5 ] [ 6 ]             |
| Billboard Music Awards                                | 2014 | Najlepszy wykonawca w sprzedaży cyfrowej piosenek              |                                                                                     | Nominacja | [ 5 ] [ 6 ]             |
| Billboard Music Awards                                | 2014 | Najlepszy wykonawca w serwisach strumieniowych                 |                                                                                     | Wygrana   | [ 5 ] [ 6 ]             |
| Billboard Music Awards                                | 2014 | Najlepszy wykonawca w mediach społecznościowych                |                                                                                     | Nominacja | [ 5 ] [ 6 ]             |
| Billboard Music Awards                                | 2014 | Najlepsza piosenka na Hot 100                                  | „Wrecking Ball”                                                                     | Nominacja | [ 5 ] [ 6 ]             |
| Billboard Music Awards                                | 2014 | Najlepsza piosenka w serwisach strumieniowych (wideo)          | „Wrecking Ball”                                                                     | Wygrana   | [ 5 ] [ 6 ]             |
| Billboard Music Awards                                | 2014 | Najlepsza piosenka w serwisach strumieniowych (wideo)          | „We Can’t Stop”                                                                     | Nominacja | [ 5 ] [ 6 ]             |
| Billboard Music Awards                                | 2015 | Najlepszy wykonawca w mediach społecznościowych                |                                                                                     | Nominacja | [ 7 ]                   |
| Billboard Music Awards                                | 2021 | Najlepszy album rockowy                                        | Plastic Hearts                                                                      | Nominacja | [ 8 ]                   |
| Billboard Music Awards                                | 2023 | Najlepsza artystka                                             |                                                                                     | Nominacja | [ 9 ]                   |
| Billboard Music Awards                                | 2023 | Najlepszy wykonawca w radiu                                    |                                                                                     | Nominacja | [ 9 ]                   |
| Billboard Music Awards                                | 2023 | Najlepszy wykonawca w sprzedaży piosenek                       |                                                                                     | Nominacja | [ 9 ]                   |
| Billboard Music Awards                                | 2023 | Najlepsza piosenka na Hot 100                                  | „Flowers”                                                                           | Nominacja | [ 9 ]                   |
| Billboard Music Awards                                | 2023 | Najlepsza piosenka w serwisach strumieniowych                  | „Flowers”                                                                           | Nominacja | [ 9 ]                   |
| Billboard Music Awards                                | 2023 | Najlepsza piosenka w radiu                                     | „Flowers”                                                                           | Wygrana   | [ 9 ]                   |
| Billboard Music Awards                                | 2023 | Najlepsza piosenka w sprzedaży                                 | „Flowers”                                                                           | Nominacja | [ 9 ]                   |
| Billboard Music Awards                                | 2023 | Najlepsza piosenka na Billboard Global 200                     | „Flowers”                                                                           | Wygrana   | [ 9 ]                   |
| Billboard Music Awards                                | 2023 | Najlepsza piosenka na Billboard Global Excl. US                | „Flowers”                                                                           | Wygrana   | [ 9 ]                   |
| Billboard Touring Awards                              | 2008 | Przełomowy wykonawca                                           |                                                                                     | Wygrana   | [ 10 ]                  |
| BMI Pop Awards                                        | 2009 | Najczęściej odtwarzane piosenki roku                           | „See You Again”                                                                     | Wygrana   | [ 11 ]                  |
| BMI Pop Awards                                        | 2015 | Najczęściej odtwarzane piosenki roku                           | „We Can’t Stop”                                                                     | Wygrana   | [ 12 ]                  |
| BMI Pop Awards                                        | 2018 | Najczęściej odtwarzane piosenki roku                           | „Malibu”                                                                            | Wygrana   | [ 13 ]                  |
| BMI Pop Awards                                        | 2021 | Najczęściej odtwarzane piosenki roku                           | „Midnight Sky”                                                                      | Wygrana   | [ 14 ]                  |
| BMI Pop Awards                                        | 2021 | Najczęściej odtwarzane piosenki roku                           | „Without You”                                                                       | Wygrana   | [ 14 ]                  |
| BMI Pop Awards                                        | 2024 | Piosenka roku                                                  | „Flowers”                                                                           | Wygrana   | [ 15 ]                  |
| BMI Pop Awards                                        | 2024 | Najczęściej odtwarzane piosenki roku                           | „Flowers”                                                                           | Wygrana   | [ 15 ]                  |
| BMI Pop Awards                                        | 2024 | Najczęściej odtwarzane piosenki roku                           | „Jaded”                                                                             | Wygrana   | [ 15 ]                  |
| Bravo Otto (Niemcy)                                   | 2007 | Gwiazda telewizyjna (kobieta)                                  |                                                                                     | Nominacja | [ 16 ]                  |
| Bravo Otto (Niemcy)                                   | 2008 | Gwiazda telewizyjna                                            |                                                                                     | Nominacja | [ 17 ]                  |
| Bravo Otto (Niemcy)                                   | 2008 | Muzyk solowy                                                   |                                                                                     | Wygrana   | [ 17 ]                  |
| Bravo Otto (Niemcy)                                   | 2010 | Aktor                                                          |                                                                                     | Wygrana   |                         |
| Bravo Otto (Niemcy)                                   | 2013 | Seksowna laska                                                 |                                                                                     | Nominacja |                         |
| Bravo Otto (Węgry)                                    | 2014 | Piosenkarka roku                                               |                                                                                     | Nominacja | [ 18 ]                  |
| Brit Awards                                           | 2020 | Piosenka roku                                                  | „Nothing Breaks Like a Heart” (z Markiem Ronsonem)                                  | Nominacja | [ 19 ]                  |
| Brit Awards                                           | 2021 | Artystka solowa zagraniczna                                    |                                                                                     | Nominacja | [ 20 ]                  |
| Brit Awards                                           | 2024 | Artysta zagraniczny                                            |                                                                                     | Nominacja | [ 21 ]                  |
| Brit Awards                                           | 2024 | Zagraniczna piosenka roku                                      | „Flowers”                                                                           | Wygrana   | [ 21 ]                  |
| Critics’ Choice Movie Awards                          | 2009 | Najlepsza piosenka                                             | „I Thought I Lost You” (z Jeffreyem Steelem)                                        | Nominacja | [ 22 ]                  |
| Critics’ Choice Movie Awards                          | 2025 | Najlepsza piosenka                                             | „Beautiful That Way” (z Andrew Wyattem i Lykke Li)                                  | Nominacja | [ 23 ]                  |
| Danish Music Awards                                   | 2023 | Międzynarodowy album roku                                      | Endless Summer Vacation                                                             | Nominacja | [ 24 ] [ 25 ]           |
| Danish Music Awards                                   | 2023 | Międzynarodowy przebój roku                                    | „Flowers”                                                                           | Wygrana   | [ 24 ] [ 25 ]           |
| Disney Legends                                        | 2024 | Disney Legend                                                  |                                                                                     | Wygrana   | [ 26 ]                  |
| Europejskie Nagrody Muzyczne MTV                      | 2008 | Najlepszy nowy wykonawca                                       |                                                                                     | Nominacja | [ 27 ]                  |
| Europejskie Nagrody Muzyczne MTV                      | 2010 | Najlepsza wokalistka                                           |                                                                                     | Nominacja | [ 28 ]                  |
| Europejskie Nagrody Muzyczne MTV                      | 2010 | Najlepszy wykonawca popowy                                     |                                                                                     | Nominacja | [ 28 ]                  |
| Europejskie Nagrody Muzyczne MTV                      | 2013 | Najlepsza wokalistka                                           |                                                                                     | Nominacja | [ 29 ] [ 30 ]           |
| Europejskie Nagrody Muzyczne MTV                      | 2013 | Najlepszy wykonawca popowy                                     |                                                                                     | Nominacja | [ 29 ] [ 30 ]           |
| Europejskie Nagrody Muzyczne MTV                      | 2013 | Najlepszy wykonawca amerykański                                |                                                                                     | Wygrana   | [ 29 ] [ 30 ]           |
| Europejskie Nagrody Muzyczne MTV                      | 2013 | Najlepszy wykonawca północnoamerykański                        |                                                                                     | Nominacja | [ 29 ] [ 30 ]           |
| Europejskie Nagrody Muzyczne MTV                      | 2013 | Najlepszy teledysk                                             | „Wrecking Ball”                                                                     | Wygrana   | [ 29 ] [ 30 ]           |
| Europejskie Nagrody Muzyczne MTV                      | 2014 | Najlepszy wykonawca popowy                                     |                                                                                     | Nominacja | [ 31 ]                  |
| Europejskie Nagrody Muzyczne MTV                      | 2015 | Najlepsza wokalistka                                           |                                                                                     | Nominacja | [ 32 ]                  |
| Europejskie Nagrody Muzyczne MTV                      | 2017 | Najlepszy artysta                                              |                                                                                     | Nominacja | [ 33 ]                  |
| Europejskie Nagrody Muzyczne MTV                      | 2017 | Najlepszy wykonawca popowy                                     |                                                                                     | Nominacja | [ 33 ]                  |
| Europejskie Nagrody Muzyczne MTV                      | 2019 | Najlepszy artysta                                              |                                                                                     | Nominacja | [ 34 ]                  |
| Europejskie Nagrody Muzyczne MTV                      | 2019 | Najlepsza współpraca                                           | „Nothing Breaks Like a Heart” (z Markiem Ronsonem)                                  | Nominacja | [ 34 ]                  |
| Europejskie Nagrody Muzyczne MTV                      | 2020 | Najlepszy artysta                                              |                                                                                     | Nominacja | [ 35 ]                  |
| Europejskie Nagrody Muzyczne MTV                      | 2020 | Najlepszy wykonawca amerykański                                |                                                                                     | Nominacja | [ 35 ]                  |
| Europejskie Nagrody Muzyczne MTV                      | 2023 | Najlepszy artysta                                              |                                                                                     | Nominacja | [ 36 ]                  |
| Europejskie Nagrody Muzyczne MTV                      | 2023 | Najlepszy wykonawca popowy                                     |                                                                                     | Nominacja | [ 36 ]                  |
| Europejskie Nagrody Muzyczne MTV                      | 2023 | Najlepsza piosenka                                             | „Flowers”                                                                           | Nominacja | [ 36 ]                  |
| Europejskie Nagrody Muzyczne MTV                      | 2023 | Najlepszy teledysk                                             | „Flowers”                                                                           | Nominacja | [ 36 ]                  |
| Gaffa-Prisen (Dania)                                  | 2014 | Zagraniczna artystka roku                                      |                                                                                     | Nominacja | [ 37 ]                  |
| Gaffa-Prisen (Dania)                                  | 2024 | Zagraniczny album roku                                         | Endless Summer Vacation                                                             | Wygrana   | [ 38 ]                  |
| Gaffa-Prisen (Dania)                                  | 2024 | Zagraniczny przebój roku                                       | „Flowers”                                                                           | Wygrana   | [ 38 ]                  |
| Gaffa-Priset (Szwecja)                                | 2014 | Tegoroczny przełom zagraniczny                                 |                                                                                     | Wygrana   | [ 39 ]                  |
| Gaffa-Priset (Szwecja)                                | 2024 | Zagraniczna piosenka roku                                      | „Flowers”                                                                           | Nominacja | [ 40 ]                  |
| GLAAD Media Awards                                    | 2015 | Najlepszy artysta muzyczny                                     | Miley Cyrus & Her Dead Petz                                                         | Nominacja | [ 41 ]                  |
| GLAAD Media Awards                                    | 2018 | Najlepszy artysta muzyczny                                     | Younger Now                                                                         | Nominacja | [ 42 ]                  |
| GLAAD Media Awards                                    | 2021 | Najlepszy artysta muzyczny                                     | Plastic Hearts                                                                      | Nominacja | [ 43 ]                  |
| GLAAD Media Awards                                    | 2024 | Najlepszy artysta muzyczny                                     | Endless Summer Vacation                                                             | Nominacja | [ 44 ]                  |
| Global Awards                                         | 2024 | Najlepsza piosenka                                             | „Flowers”                                                                           | Nominacja | [ 45 ]                  |
| Global Awards                                         | 2024 | Najlepsza artystka                                             |                                                                                     | Nominacja | [ 45 ]                  |
| Global Awards                                         | 2024 | Najlepszy wykonawca popowy                                     |                                                                                     | Nominacja | [ 45 ]                  |
| Gold Derby Music Awards                               | 2022 | Najlepszy wykonawca rockowy lub alternatywny                   |                                                                                     | Nominacja | [ 46 ]                  |
| Gold Derby Music Awards                               | 2022 | Album roku                                                     | Plastic Hearts                                                                      | Nominacja | [ 46 ]                  |
| Gold Derby Music Awards                               | 2022 | Album rockowy lub alternatywny roku                            | Plastic Hearts                                                                      | Wygrana   | [ 46 ]                  |
| Gold Derby Music Awards                               | 2022 | Piosenka rockowa lub alternatywna roku                         | „WTF Do I Know”                                                                     | Nominacja | [ 46 ]                  |
| Gracie Awards                                         | 2008 | Najlepsza aktorka pierwszoplanowa w serialu komediowym         | Hannah Montana                                                                      | Wygrana   | [ 47 ]                  |
| Gracie Awards                                         | 2009 | Najlepsza aktorka pierwszoplanowa w serialu komediowym         | Hannah Montana                                                                      | Wygrana   | [ 48 ]                  |
| Grammy                                                | 2015 | Najlepszy popowy album wokalny                                 | Bangerz                                                                             | Nominacja | [ 49 ]                  |
| Grammy                                                | 2022 | Album roku                                                     | Montero (jako wykonawca gościnny i autorka)                                         | Nominacja | [ 49 ]                  |
| Grammy                                                | 2024 | Album roku                                                     | Endless Summer Vacation                                                             | Nominacja | [ 49 ]                  |
| Grammy                                                | 2024 | Najlepszy popowy album wokalny                                 | Endless Summer Vacation                                                             | Nominacja | [ 49 ]                  |
| Grammy                                                | 2024 | Nagranie roku                                                  | „Flowers”                                                                           | Wygrana   | [ 49 ]                  |
| Grammy                                                | 2024 | Piosenka roku                                                  | „Flowers”                                                                           | Nominacja | [ 49 ]                  |
| Grammy                                                | 2024 | Najlepszy występ popowy solo                                   | „Flowers”                                                                           | Wygrana   | [ 49 ]                  |
| Grammy                                                | 2024 | Najlepszy występ popowy w duecie lub grupie                    | „Thousand Miles” (z Brandi Carlile)                                                 | Nominacja | [ 49 ]                  |
| Grammy                                                | 2025 | Najlepszy występ country w duecie lub grupie                   | „II Most Wanted” (z Beyoncé)                                                        | Wygrana   | [ 49 ]                  |
| Hollywood Music in Media Awards                       | 2024 | Najlepsza piosenka oryginalna w filmie niezależnym             | „Beautiful That Way” (z Andrew Wyattem i Lykke Li)                                  | Wygrana   | [ 50 ]                  |
| IFPI Awards                                           | 2024 | Globalny singel 2024                                           | „Flowers”                                                                           | Wygrana   | [ 51 ]                  |
| iHeartRadio Music Awards                              | 2014 | Najlepszy tekst                                                | „Wrecking Ball”                                                                     | Wygrana   | [ 52 ]                  |
| iHeartRadio Music Awards                              | 2018 | Najlepszy teledysk                                             | „Malibu”                                                                            | Nominacja | [ 53 ]                  |
| iHeartRadio Music Awards                              | 2018 | Najsłodszy zwierzak muzyka                                     | Pig Pig                                                                             | Nominacja | [ 53 ]                  |
| iHeartRadio Music Awards                              | 2018 | Najlepsza armia fanów                                          | Smilers                                                                             | Nominacja | [ 53 ]                  |
| iHeartRadio Music Awards                              | 2020 | Najlepszy cover                                                | „Black Dog”                                                                         | Nominacja | [ 54 ]                  |
| iHeartRadio Music Awards                              | 2021 | Najlepszy cover                                                | „Heart of Glass”                                                                    | Nominacja | [ 55 ]                  |
| iHeartRadio Music Awards                              | 2022 | Najlepszy cover                                                | „Nothing Else Matters”                                                              | Nominacja | [ 56 ]                  |
| iHeartRadio Music Awards                              | 2024 | Artysta roku                                                   |                                                                                     | Nominacja | [ 57 ]                  |
| iHeartRadio Music Awards                              | 2024 | Popowy artysta roku                                            |                                                                                     | Nominacja | [ 57 ]                  |
| iHeartRadio Music Awards                              | 2024 | Piosenka roku                                                  | „Flowers”                                                                           | Nominacja | [ 57 ]                  |
| iHeartRadio Music Awards                              | 2024 | Popowa piosenka roku                                           | „Flowers”                                                                           | Wygrana   | [ 57 ]                  |
| iHeartRadio Music Awards                              | 2024 | Najlepszy teledysk                                             | „Flowers”                                                                           | Nominacja | [ 57 ]                  |
| iHeartRadio Music Awards                              | 2024 | Najlepszy tekst                                                | „Flowers”                                                                           | Nominacja | [ 57 ]                  |
| Japan Gold Disc Awards                                | 2024 | Piosenka roku w streamingu (zachodnia)                         | „Flowers”                                                                           | Wygrana   | [ 58 ]                  |
| Lunas del Auditorio                                   | 2015 | Najlepszy zagraniczny wykonawca popowy                         |                                                                                     | Nominacja | [ 59 ]                  |
| Los 40 Music Awards                                   | 2023 | Najlepszy artysta lub zespół międzynarodowy                    |                                                                                     | Nominacja | [ 60 ]                  |
| Los 40 Music Awards                                   | 2023 | Najlepszy album międzynarodowy                                 | Endless Summer Vacation                                                             | Nominacja | [ 60 ]                  |
| Los 40 Music Awards                                   | 2023 | Najlepsza piosenka międzynarodowa                              | „Flowers”                                                                           | Nominacja | [ 60 ]                  |
| MTV Africa Music Awards                               | 2014 | Najlepszy wykonawca zagraniczny                                |                                                                                     | Nominacja | [ 61 ]                  |
| MTV Italian Music Awards                              | 2014 | Wonder Woman                                                   |                                                                                     | Nominacja | [ 62 ]                  |
| MTV Italian Music Awards                              | 2014 | Najlepszy teledysk                                             | „Wrecking Ball”                                                                     | Nominacja | [ 62 ]                  |
| MTV Italian Music Awards                              | 2014 | Najlepszy Twitter                                              |                                                                                     | Nominacja | [ 62 ]                  |
| MTV Italian Music Awards                              | 2015 | Najlepsza gwiazda Instagrama                                   |                                                                                     | Nominacja | [ 63 ]                  |
| MTV Italian Music Awards                              | 2015 | Artysta saga                                                   |                                                                                     | Nominacja | [ 63 ]                  |
| MTV MIAW Awards                                       | 2014 | Globalna gwiazda Instagrama                                    |                                                                                     | Wygrana   | [ 64 ]                  |
| MTV MIAW Awards                                       | 2015 | Epicka wpadka                                                  | Miley i flaga Meksyku                                                               | Nominacja | [ 65 ]                  |
| MTV MIAW Awards                                       | 2015 | Zagraniczny instagramer roku                                   |                                                                                     | Nominacja | [ 65 ]                  |
| MTV MIAW Awards                                       | 2023 | Galaktyczny przebój roku                                       | „Flowers”                                                                           | Nominacja | [ 66 ]                  |
| MTV Millennial Awards (Brazylia)                      | 2021 | Globalny przebój                                               | „Midnight Sky”                                                                      | Nominacja | [ 67 ]                  |
| MTV Millennial Awards (Brazylia)                      | 2021 | Współpraca zagraniczna                                         | „Prisoner” (z Dua Lipą)                                                             | Nominacja | [ 67 ]                  |
| MTV Movie Awards                                      | 2009 | Przełomowa rola kobieca                                        | Hannah Montana: Film                                                                | Nominacja | [ 68 ] [ 69 ]           |
| MTV Movie Awards                                      | 2009 | Najlepsza piosenka z filmu                                     | „The Climb”                                                                         | Wygrana   | [ 68 ] [ 69 ]           |
| MTV Video Music Awards                                | 2008 | Najlepszy nowy artysta                                         | „7 Things”                                                                          | Nominacja | [ 70 ]                  |
| MTV Video Music Awards                                | 2009 | Najlepszy montaż                                               | „7 Things”                                                                          | Nominacja | [ 71 ]                  |
| MTV Video Music Awards                                | 2013 | Najlepszy teledysk kobiecy                                     | „We Can’t Stop”                                                                     | Nominacja | [ 72 ] [ 73 ]           |
| MTV Video Music Awards                                | 2013 | Najlepszy teledysk popowy                                      | „We Can’t Stop”                                                                     | Nominacja | [ 72 ] [ 73 ]           |
| MTV Video Music Awards                                | 2013 | Najlepszy montaż                                               | „We Can’t Stop”                                                                     | Nominacja | [ 72 ] [ 73 ]           |
| MTV Video Music Awards                                | 2013 | Piosenka wakacji                                               | „We Can’t Stop”                                                                     | Nominacja | [ 72 ] [ 73 ]           |
| MTV Video Music Awards                                | 2014 | Teledysk roku                                                  | „Wrecking Ball”                                                                     | Wygrana   | [ 74 ]                  |
| MTV Video Music Awards                                | 2014 | Najlepsza reżyseria                                            | „Wrecking Ball”                                                                     | Nominacja | [ 74 ]                  |
| MTV Video Music Awards                                | 2017 | Najlepszy teledysk popowy                                      | „Malibu”                                                                            | Nominacja | [ 75 ]                  |
| MTV Video Music Awards                                | 2019 | Najlepszy hymn mocy                                            | „Mother’s Daughter”                                                                 | Nominacja | [ 76 ]                  |
| MTV Video Music Awards                                | 2019 | Piosenka wakacji                                               | „Mother’s Daughter”                                                                 | Nominacja | [ 76 ]                  |
| MTV Video Music Awards                                | 2020 | Najlepszy montaż                                               | „Mother’s Daughter”                                                                 | Wygrana   | [ 77 ]                  |
| MTV Video Music Awards                                | 2020 | Najlepsza scenografia                                          | „Mother’s Daughter”                                                                 | Wygrana   | [ 77 ]                  |
| MTV Video Music Awards                                | 2020 | Piosenka wakacji                                               | „Midnight Sky”                                                                      | Nominacja | [ 77 ]                  |
| MTV Video Music Awards                                | 2021 | Najlepsza współpraca                                           | „Prisoner” (z Dua Lipą)                                                             | Nominacja | [ 78 ]                  |
| MTV Video Music Awards                                | 2021 | Najlepszy montaż                                               | „Prisoner” (z Dua Lipą)                                                             | Nominacja | [ 78 ]                  |
| MTV Video Music Awards                                | 2023 | Teledysk roku                                                  | „Flowers”                                                                           | Nominacja | [ 79 ]                  |
| MTV Video Music Awards                                | 2023 | Piosenka roku                                                  | „Flowers”                                                                           | Nominacja | [ 79 ]                  |
| MTV Video Music Awards                                | 2023 | Najlepszy teledysk popowy                                      | „Flowers”                                                                           | Nominacja | [ 79 ]                  |
| MTV Video Music Awards                                | 2023 | Najlepsze zdjęcia                                              | „Flowers”                                                                           | Nominacja | [ 79 ]                  |
| MTV Video Music Awards                                | 2023 | Najlepszy montaż                                               | „River”                                                                             | Nominacja | [ 79 ]                  |
| MTV Video Music Awards                                | 2023 | Album roku                                                     | Endless Summer Vacation                                                             | Nominacja | [ 79 ]                  |
| MTV Video Music Awards                                | 2025 | Najlepszy artysta popowy                                       | Miley Cyrus                                                                         | Oczekuje  | [ 80 ]                  |
| MTV Video Music Awards                                | 2025 | Najlepszy teledysk pełnometrażowy                              | Something Beautiful                                                                 | Oczekuje  | [ 80 ]                  |
| MTV Video Music Awards                                | 2025 | Najlepsze zdjęcia                                              | „Easy Lover”                                                                        | Oczekuje  | [ 80 ]                  |
| MTV Video Music Awards                                | 2025 | Najlepsza scenografia                                          | „End of the World”                                                                  | Oczekuje  | [ 80 ]                  |
| MTV Video Music Awards (Japonia)                      | 2014 | Najlepszy teledysk kobiecy                                     | „We Can’t Stop”                                                                     | Wygrana   | [ 81 ]                  |
| MTV Video Music Awards (Japonia)                      | 2014 | Najlepszy teledysk reggae                                      | „Ashtrays and Heartbreaks” (ze Snoop Lionem)                                        | Nominacja | [ 81 ]                  |
| MuchMusic Video Awards                                | 2008 | Najlepszy teledysk artysty zagranicznego                       | „Start All Over”                                                                    | Nominacja | [ 82 ]                  |
| MuchMusic Video Awards                                | 2009 | Najlepszy teledysk artysty zagranicznego                       | „The Climb”                                                                         | Nominacja | [ 83 ]                  |
| MuchMusic Video Awards                                | 2010 | Najlepszy teledysk artysty zagranicznego                       | „Party in the U.S.A.”                                                               | Wygrana   | [ 84 ] [ 85 ]           |
| MuchMusic Video Awards                                | 2010 | Wybór publiczności: najlepszy teledysk wykonawcy zagranicznego | „Party in the U.S.A.”                                                               | Nominacja | [ 84 ] [ 85 ]           |
| MuchMusic Video Awards                                | 2014 | Wybór publiczności: najlepszy wykonawca zagraniczny            |                                                                                     | Nominacja | [ 86 ]                  |
| MuchMusic Video Awards                                | 2014 | Najlepszy teledysk artysty zagranicznego                       | „Wrecking Ball”                                                                     | Nominacja | [ 87 ]                  |
| Myx Music Awards                                      | 2009 | Ulubiony zagraniczny teledysk                                  | „7 Things”                                                                          | Nominacja | [ 88 ]                  |
| Myx Music Awards                                      | 2010 | Ulubiony zagraniczny teledysk                                  | „The Climb”                                                                         | Nominacja | [ 89 ]                  |
| Myx Music Awards                                      | 2014 | Ulubiony zagraniczny teledysk                                  | „Wrecking Ball”                                                                     | Nominacja | [ 90 ]                  |
| Nagrody Stowarzyszenia Krytyków Filmowych z Las Vegas | 2024 | Najlepsza piosenka                                             | „Beautiful That Way”                                                                | Wygrana   | [ 91 ]                  |
| Nickelodeon Kids’ Choice Awards (Argentyna)           | 2011 | Ulubiona piosenkarka zagraniczna                               |                                                                                     | Nominacja | [ 92 ]                  |
| Nickelodeon Kids’ Choice Awards (Australia)           | 2008 | Ulubiona zagraniczna piosenkarka                               |                                                                                     | Wygrana   | [ 93 ]                  |
| Nickelodeon Kids’ Choice Awards (Australia)           | 2008 | Ulubiona zagraniczna gwiazda telewizji                         |                                                                                     | Wygrana   | [ 93 ]                  |
| Nickelodeon Kids’ Choice Awards (Australia)           | 2009 | Ulubiona zagraniczna piosenkarka                               |                                                                                     | Nominacja | [ 94 ]                  |
| Nickelodeon Kids’ Choice Awards (Australia)           | 2009 | Ulubiona zagraniczna gwiazda telewizji                         |                                                                                     | Nominacja | [ 94 ]                  |
| Nickelodeon Kids’ Choice Awards (Australia)           | 2010 | Ulubiona gwiazda filmowa                                       |                                                                                     | Wygrana   | [ 95 ]                  |
| Nickelodeon Kids’ Choice Awards (Australia)           | 2010 | Najsłodsza para                                                | z Liamem Hemsworthem                                                                | Nominacja | [ 95 ]                  |
| Nickelodeon Kids’ Choice Awards (Australia)           | 2010 | Ulubiony pocałunek                                             | Ostatnia piosenka (z Liamem Hemsworthem)                                            | Wygrana   | [ 95 ]                  |
| Nickelodeon Kids’ Choice Awards (Meksyk)              | 2010 | Ulubiona zagraniczna bohaterka                                 | Hannah Montana                                                                      | Nominacja | [ 96 ]                  |
| Nickelodeon Kids’ Choice Awards (Meksyk)              | 2023 | Ulubiony zagraniczny wykonawca                                 |                                                                                     | Nominacja | [ 97 ]                  |
| Nickelodeon Kids’ Choice Awards (Meksyk)              | 2023 | Globalny przebój roku                                          | „Flowers”                                                                           | Nominacja | [ 97 ]                  |
| Nickelodeon Kids’ Choice Awards (Stany Zjednoczone)   | 2007 | Ulubiona aktorka telewizyjna                                   | Hannah Montana                                                                      | Wygrana   | [ 98 ]                  |
| Nickelodeon Kids’ Choice Awards (Stany Zjednoczone)   | 2008 | Ulubiona aktorka telewizyjna                                   | Hannah Montana                                                                      | Wygrana   | [ 99 ]                  |
| Nickelodeon Kids’ Choice Awards (Stany Zjednoczone)   | 2008 | Ulubiona piosenkarka                                           |                                                                                     | Wygrana   | [ 99 ]                  |
| Nickelodeon Kids’ Choice Awards (Stany Zjednoczone)   | 2009 | Ulubiona piosenkarka                                           |                                                                                     | Wygrana   | [ 100 ] [ 101 ]         |
| Nickelodeon Kids’ Choice Awards (Stany Zjednoczone)   | 2009 | Ulubiona aktorka telewizyjna                                   | Hannah Montana                                                                      | Nominacja | [ 100 ] [ 101 ]         |
| Nickelodeon Kids’ Choice Awards (Stany Zjednoczone)   | 2009 | Ulubiony głos dubbingowy                                       | Piorun                                                                              | Nominacja | [ 100 ] [ 101 ]         |
| Nickelodeon Kids’ Choice Awards (Stany Zjednoczone)   | 2010 | Ulubiona aktorka telewizyjna                                   | Hannah Montana                                                                      | Nominacja | [ 102 ] [ 103 ]         |
| Nickelodeon Kids’ Choice Awards (Stany Zjednoczone)   | 2010 | Ulubiona aktorka filmowa                                       | Hannah Montana: Film                                                                | Wygrana   | [ 102 ] [ 103 ]         |
| Nickelodeon Kids’ Choice Awards (Stany Zjednoczone)   | 2010 | Ulubiona piosenkarka                                           |                                                                                     | Nominacja | [ 102 ] [ 103 ]         |
| Nickelodeon Kids’ Choice Awards (Stany Zjednoczone)   | 2010 | Ulubiona piosenka                                              | „Party in the U.S.A.”                                                               | Nominacja | [ 102 ] [ 103 ]         |
| Nickelodeon Kids’ Choice Awards (Stany Zjednoczone)   | 2011 | Ulubiona aktorka telewizyjna                                   | Hannah Montana                                                                      | Nominacja | [ 104 ] [ 105 ]         |
| Nickelodeon Kids’ Choice Awards (Stany Zjednoczone)   | 2011 | Ulubiona aktorka filmowa                                       | Ostatnia piosenka                                                                   | Wygrana   | [ 104 ] [ 105 ]         |
| Nickelodeon Kids’ Choice Awards (Stany Zjednoczone)   | 2011 | Ulubiona piosenkarka                                           |                                                                                     | Nominacja | [ 104 ] [ 105 ]         |
| Nickelodeon Kids’ Choice Awards (Stany Zjednoczone)   | 2014 | Ulubiona piosenka                                              | „Wrecking Ball”                                                                     | Nominacja | [ 106 ]                 |
| Nickelodeon Kids’ Choice Awards (Stany Zjednoczone)   | 2024 | Ulubiona piosenkarka                                           |                                                                                     | Nominacja | [ 107 ]                 |
| Nickelodeon Kids’ Choice Awards (Stany Zjednoczone)   | 2024 | Ulubiona piosenka                                              | „Flowers”                                                                           | Nominacja | [ 107 ]                 |
| Nickelodeon Kids’ Choice Awards (Stany Zjednoczone)   | 2024 | Ulubiony album                                                 | Endless Summer Vacation                                                             | Nominacja | [ 107 ]                 |
| Nickelodeon Kids’ Choice Awards (Stany Zjednoczone)   | 2024 | Ulubiona współpraca muzyczna                                   | „Doctor (Work It Out)” (z Pharrellem Williamsem)                                    | Nominacja | [ 107 ]                 |
| Nickelodeon Kids’ Choice Awards (Wielka Brytania)     | 2007 | Ulubiony aktor lub aktorka telewizyjna                         | Hannah Montana                                                                      | Nominacja | [ 108 ]                 |
| Nickelodeon Kids’ Choice Awards (Wielka Brytania)     | 2008 | Ulubiona gwiazda telewizyjna                                   | Hannah Montana                                                                      | Wygrana   | [ 109 ]                 |
| NewNowNext Awards                                     | 2013 | Najlepszy nowy styl                                            |                                                                                     | Nominacja | [ 110 ]                 |
| NME Awards                                            | 2014 | Czarny charakter roku                                          |                                                                                     | Nominacja | [ 111 ]                 |
| NRJ Music Awards                                      | 2013 | Najlepsza piosenkarka zagraniczna                              |                                                                                     | Nominacja | [ 112 ]                 |
| NRJ Music Awards                                      | 2013 | Najlepszy teledysk roku                                        | „Wrecking Ball”                                                                     | Nominacja | [ 112 ]                 |
| NRJ Music Awards                                      | 2017 | Artystka zagraniczna roku                                      |                                                                                     | Nominacja | [ 113 ]                 |
| NRJ Music Awards                                      | 2020 | Artystka zagraniczna roku                                      |                                                                                     | Nominacja | [ 114 ]                 |
| NRJ Music Awards                                      | 2023 | Artystka zagraniczna roku                                      |                                                                                     | Nominacja | [ 115 ] [ 116 ]         |
| NRJ Music Awards                                      | 2023 | Piosenka zagraniczna roku                                      | „Flowers”                                                                           | Wygrana   | [ 115 ] [ 116 ]         |
| NRJ Music Awards                                      | 2023 | Teledysk zagraniczny roku                                      | „Flowers”                                                                           | Wygrana   | [ 115 ] [ 116 ]         |
| People’s Choice Country Awards                        | 2024 | Crossoverowa piosenka 2024                                     | „II Most Wanted” (z Beyoncé)                                                        | Nominacja | [ 117 ]                 |
| People’s Choice Awards                                | 2010 | Ulubiona przełomowa aktorka filmowa                            |                                                                                     | Wygrana   | [ 118 ]                 |
| People’s Choice Awards                                | 2010 | Ulubiona gwiazda Internetu                                     |                                                                                     | Nominacja | [ 118 ]                 |
| People’s Choice Awards                                | 2014 | Ulubiony album                                                 |                                                                                     | Nominacja | [ 119 ]                 |
| People’s Choice Awards                                | 2014 | Ulubiony teledysk                                              | „Wrecking Ball”                                                                     | Nominacja | [ 119 ]                 |
| People’s Choice Awards                                | 2019 | Artystka roku                                                  |                                                                                     | Nominacja | [ 120 ]                 |
| People’s Choice Awards                                | 2019 | Ulubiona gwiazda mediów społecznościowych                      |                                                                                     | Nominacja | [ 120 ]                 |
| People’s Choice Awards                                | 2020 | Artystka roku                                                  |                                                                                     | Wygrana   | [ 121 ]                 |
| People’s Choice Awards                                | 2024 | Artystka roku                                                  |                                                                                     | Nominacja | [ 122 ]                 |
| People’s Choice Awards                                | 2024 | Popowy wykonawca roku                                          |                                                                                     | Nominacja | [ 122 ]                 |
| People’s Choice Awards                                | 2024 | Album roku                                                     | Endless Summer Vacation                                                             | Nominacja | [ 122 ]                 |
| People’s Choice Awards                                | 2024 | Piosenka roku                                                  | „Flowers”                                                                           | Nominacja | [ 122 ]                 |
| Premios Musa                                          | 2023 | Zagraniczny anglojęzyczny wykonawca roku                       |                                                                                     | Nominacja | [ 123 ]                 |
| Premios Musa                                          | 2023 | Zagraniczna anglojęzyczna piosenka roku                        | „Flowers”                                                                           | Wygrana   | [ 123 ]                 |
| Radio Disney Music Awards                             | 2006 | Najlepsza artystka                                             |                                                                                     | Wygrana   |                         |
| Radio Disney Music Awards                             | 2006 | Najlepsza śpiewająca gwiazda telewizji                         |                                                                                     | Wygrana   |                         |
| Radio Disney Music Awards                             | 2006 | Najlepszy nowy wykonawca                                       |                                                                                     | Wygrana   |                         |
| Radio Disney Music Awards                             | 2006 | Najbardziej stylowy piosenkarz                                 |                                                                                     | Wygrana   |                         |
| Radio Disney Music Awards                             | 2006 | Najlepsza piosenka                                             | „Best of Both Worlds”                                                               | Wygrana   |                         |
| Radio Disney Music Awards                             | 2006 | Najlepsza piosenka do karaoke                                  | „Best of Both Worlds”                                                               | Nominacja |                         |
| Radio Disney Music Awards                             | 2006 | Najlepsza piosenka do słuchania na zapętleniu                  | „Best of Both Worlds”                                                               | Wygrana   |                         |
| Radio Disney Music Awards                             | 2006 | Najlepsza piosenka do budzenia się                             | „Best of Both Worlds”                                                               | Nominacja |                         |
| Radio Disney Music Awards                             | 2006 | Najlepszy teledysk, którzy rządzi                              | „Best of Both Worlds”                                                               | Nominacja |                         |
| Radio Disney Music Awards                             | 2006 | Najlepsza piosenka do słuchania szykując się do szkoły         | „I Got Nerve”                                                                       | Wygrana   |                         |
| Radio Disney Music Awards                             | 2007 | Najlepsza artystka                                             |                                                                                     | Nominacja |                         |
| Radio Disney Music Awards                             | 2007 | Najbardziej stylowy piosenkarz                                 |                                                                                     | Nominacja |                         |
| Radio Disney Music Awards                             | 2007 | Najlepsza piosenka                                             | „See You Again”                                                                     | Nominacja |                         |
| RTHK International Pop Poll Awards                    | 2019 | 10 zagranicznych złotych piosenek                              | „Nothing Breaks Like a Heart” (z Markiem Ronsonem)                                  | Nominacja | [ 124 ]                 |
| RTHK International Pop Poll Awards                    | 2023 | Najlepsze zagraniczne piosenkarki                              |                                                                                     | Brąz      | [ 125 ] [ 126 ]         |
| RTHK International Pop Poll Awards                    | 2023 | 10 zagranicznych złotych piosenek                              | „Flowers”                                                                           | Wygrana   | [ 125 ] [ 126 ]         |
| RTHK International Pop Poll Awards                    | 2023 | 10 zagranicznych złotych piosenek                              | „Used to Be Young”                                                                  | Nominacja | [ 125 ] [ 126 ]         |
| Swiss Music Awards                                    | 2024 | Najlepszy zagraniczny wykonawca solowy                         |                                                                                     | Wygrana   | [ 127 ]                 |
| Swiss Music Awards                                    | 2024 | Najlepszy przebój zagraniczny                                  | „Flowers”                                                                           | Wygrana   | [ 127 ]                 |
| Teen Choice Awards                                    | 2006 | Przełomowa gwiazda telewizji                                   |                                                                                     | Nominacja | [ 128 ]                 |
| Teen Choice Awards                                    | 2007 | Letnia gwiazda muzyki                                          |                                                                                     | Wygrana   | [ 129 ]                 |
| Teen Choice Awards                                    | 2007 | Komediowa aktorka telewizyjna                                  | Hannah Montana                                                                      | Wygrana   | [ 129 ]                 |
| Teen Choice Awards                                    | 2008 | Komediowa aktorka telewizyjna                                  | Hannah Montana                                                                      | Wygrana   | [ 130 ]                 |
| Teen Choice Awards                                    | 2008 | Artystka muzyczna                                              |                                                                                     | Wygrana   | [ 130 ]                 |
| Teen Choice Awards                                    | 2008 | Singiel                                                        | „See You Again”                                                                     | Nominacja | [ 130 ]                 |
| Teen Choice Awards                                    | 2008 | Piosenka wakacji                                               | „7 Things”                                                                          | Nominacja | [ 130 ]                 |
| Teen Choice Awards                                    | 2008 | Fanatyczni fani                                                |                                                                                     | Nominacja | [ 130 ]                 |
| Teen Choice Awards                                    | 2009 | Śpiewająca lub tańcząca aktorka filmowa                        | Hannah Montana: Film                                                                | Wygrana   | [ 131 ] [ 132 ]         |
| Teen Choice Awards                                    | 2009 | Atak furii w filmie                                            | Hannah Montana: Film                                                                | Wygrana   | [ 131 ] [ 132 ]         |
| Teen Choice Awards                                    | 2009 | Pocałunek w filmie                                             | Hannah Montana: Film (z Lucasem Tillem)                                             | Nominacja | [ 131 ] [ 132 ]         |
| Teen Choice Awards                                    | 2009 | Komediowa aktorka telewizyjna                                  | Hannah Montana                                                                      | Wygrana   | [ 131 ] [ 132 ]         |
| Teen Choice Awards                                    | 2009 | Artystka muzyczna                                              |                                                                                     | Nominacja | [ 131 ] [ 132 ]         |
| Teen Choice Awards                                    | 2009 | Singiel                                                        | „The Climb”                                                                         | Wygrana   |                         |
| Teen Choice Awards                                    | 2009 | Piosenka wakacji                                               | „Before the Storm” (z Jonas Brothers)                                               | Wygrana   |                         |
| Teen Choice Awards                                    | 2009 | Gorąca kobieta                                                 |                                                                                     | Nominacja |                         |
| Teen Choice Awards                                    | 2009 | Kobieca ikona czerwonych dywanów                               |                                                                                     | Nominacja |                         |
| Teen Choice Awards                                    | 2009 | Tancerka wśród gwiazd                                          |                                                                                     | Nominacja |                         |
| Teen Choice Awards                                    | 2010 | Dramatyczna aktorka filmowa                                    | Ostatnia piosenka                                                                   | Nominacja | [ 133 ] [ 134 ] [ 135 ] |
| Teen Choice Awards                                    | 2010 | Atak furii w filmie                                            | Ostatnia piosenka                                                                   | Wygrana   | [ 133 ] [ 134 ] [ 135 ] |
| Teen Choice Awards                                    | 2010 | Taniec w filmie                                                | Ostatnia piosenka (z Liamem Hemsworthem)                                            | Nominacja | [ 133 ] [ 134 ] [ 135 ] |
| Teen Choice Awards                                    | 2010 | Chemia w filmie                                                | Ostatnia piosenka (z Liamem Hemsworthem)                                            | Nominacja | [ 133 ] [ 134 ] [ 135 ] |
| Teen Choice Awards                                    | 2010 | Pocałunek w filmie                                             | Ostatnia piosenka (z Liamem Hemsworthem)                                            | Nominacja | [ 133 ] [ 134 ] [ 135 ] |
| Teen Choice Awards                                    | 2010 | Artystka muzyczna                                              |                                                                                     | Nominacja | [ 133 ] [ 134 ] [ 135 ] |
| Teen Choice Awards                                    | 2010 | Letnia gwiazda muzyki (kobieta)                                |                                                                                     | Nominacja | [ 133 ] [ 134 ] [ 135 ] |
| Teen Choice Awards                                    | 2010 | Singiel                                                        | „Can’t Be Tamed”                                                                    | Nominacja | [ 133 ] [ 134 ] [ 135 ] |
| Teen Choice Awards                                    | 2010 | Piosenka o miłosci                                             | „When I Look at You”                                                                | Wygrana   | [ 133 ] [ 134 ] [ 135 ] |
| Teen Choice Awards                                    | 2010 | Gwiazdorska linia odzieżowa                                    | Miley & Max (z Maxem Azrią)                                                         | Wygrana   | [ 133 ] [ 134 ] [ 135 ] |
| Teen Choice Awards                                    | 2010 | Kobieca ikona czerwonych dywanów                               |                                                                                     | Nominacja | [ 133 ] [ 134 ] [ 135 ] |
| Teen Choice Awards                                    | 2010 | Fanatyczni fani                                                |                                                                                     | Nominacja | [ 133 ] [ 134 ] [ 135 ] |
| Teen Choice Awards                                    | 2011 | Komediowa aktorka telewizyjna                                  | Hannah Montana                                                                      | Nominacja | [ 136 ]                 |
| Teen Choice Awards                                    | 2011 | Kobieca ikona czerwonych dywanów                               |                                                                                     | Nominacja | [ 136 ]                 |
| Teen Choice Awards                                    | 2012 | Aktorka w filmie romantycznym                                  | LOL                                                                                 | Nominacja | [ 137 ] [ 138 ]         |
| Teen Choice Awards                                    | 2012 | Gorąca kobieta                                                 |                                                                                     | Wygrana   | [ 137 ] [ 138 ]         |
| Teen Choice Awards                                    | 2012 | Kobieca ikona mody                                             |                                                                                     | Nominacja | [ 137 ] [ 138 ]         |
| Teen Choice Awards                                    | 2012 | Twitter                                                        |                                                                                     | Nominacja | [ 137 ] [ 138 ]         |
| Teen Choice Awards                                    | 2013 | Złodziejka sceny w telewizji                                   | Dwóch i pół                                                                         | Wygrana   | [ 139 ]                 |
| Teen Choice Awards                                    | 2013 | Singiel kobiecy                                                | „We Can’t Stop”                                                                     | Nominacja | [ 139 ]                 |
| Teen Choice Awards                                    | 2013 | Piosenka wakacji                                               | „We Can’t Stop”                                                                     | Wygrana   | [ 139 ]                 |
| Teen Choice Awards                                    | 2013 | Letnia gwiazda muzyki (kobieta)                                |                                                                                     | Nominacja | [ 139 ]                 |
| Teen Choice Awards                                    | 2013 | Gorąca kobieta                                                 |                                                                                     | Nominacja | [ 139 ]                 |
| Teen Choice Awards                                    | 2013 | Ikona stylu                                                    |                                                                                     | Nominacja | [ 139 ]                 |
| Teen Choice Awards                                    | 2013 | Modowa trendsetterka                                           |                                                                                     | Wygrana   | [ 139 ]                 |
| Teen Choice Awards                                    | 2014 | Artystka muzyczna                                              |                                                                                     | Nominacja | [ 140 ]                 |
| Teen Choice Awards                                    | 2014 | Instagramer                                                    |                                                                                     | Wygrana   | [ 140 ]                 |
| Teen Choice Awards                                    | 2015 | Gorąca kobieta                                                 |                                                                                     | Nominacja | [ 141 ]                 |
| Teen Choice Awards                                    | 2015 | Królowa social mediów                                          |                                                                                     | Nominacja | [ 141 ]                 |
| Teen Choice Awards                                    | 2016 | Królowa social mediów                                          |                                                                                     | Nominacja | [ 142 ]                 |
| Teen Choice Awards                                    | 2016 | Robiący selfie                                                 |                                                                                     | Nominacja | [ 142 ]                 |
| Teen Choice Awards                                    | 2017 | Artystka muzyczna                                              |                                                                                     | Nominacja | [ 143 ]                 |
| Teen Choice Awards                                    | 2017 | Letnia gwiazda muzyki (kobieta)                                |                                                                                     | Nominacja | [ 143 ]                 |
| Teen Choice Awards                                    | 2017 | Piosenka kobieca                                               | „Malibu”                                                                            | Nominacja | [ 143 ]                 |
| Teen Choice Awards                                    | 2017 | Piosenka wakacji                                               | „Malibu”                                                                            | Nominacja | [ 143 ]                 |
| Teen Choice Awards                                    | 2017 | Fandom                                                         | Smilers                                                                             | Nominacja | [ 143 ]                 |
| Teen Choice Awards                                    | 2017 | Nagroda specjalna za całokształt                               |                                                                                     | Wygrana   | [ 143 ]                 |
| YouTube Music Awards                                  | 2013 | Teledysk roku                                                  | „Wrecking Ball”                                                                     | Nominacja | [ 144 ]                 |
| YouTube Music Awards                                  | 2015 | Artyści do oglądania                                           |                                                                                     | Wygrana   | [ 145 ]                 |
| Young Artist Awards                                   | 2007 | Najlepsza młoda aktorka pierwszoplanowa w serialu telewizyjnym | Hannah Montana                                                                      | Nominacja | [ 146 ]                 |
| Young Artist Awards                                   | 2008 | Najlepsza młoda aktorka pierwszoplanowa w serialu telewizyjnym | Hannah Montana                                                                      | Wygrana   | [ 147 ]                 |
| Young Artist Awards                                   | 2008 | Najlepsza młoda obsada serialu telewizyjnego                   | Hannah Montana (z Emily Osment, Mitchelem Musso, Moisésem Ariasem i Codym Linleyem) | Nominacja | [ 147 ]                 |
| Young Artist Awards                                   | 2009 | Najlepsza młoda aktorka pierwszoplanowa w serialu telewizyjnym | Hannah Montana                                                                      | Nominacja | [ 148 ]                 |
| Young Artist Awards                                   | 2010 | Najlepsza młoda aktorka pierwszoplanowa w serialu telewizyjnym | Hannah Montana                                                                      | Nominacja | [ 149 ]                 |
| Złote Globy                                           | 2009 | Najlepsza piosenka                                             | „I Thought I Lost You” (z Jeffreyem Steelem)                                        | Nominacja | [ 150 ]                 |
| Złote Globy                                           | 2025 | Najlepsza piosenka                                             | „Beautiful That Way” (z Andrew Wyattem i Lykke Li)                                  | Nominacja | [ 150 ]                 |
| Złote Maliny                                          | 2010 | Najgorsza aktorka                                              | Hannah Montana: Film                                                                | Nominacja | [ 151 ]                 |
| Złote Maliny                                          | 2011 | Najgorsza aktorka                                              | Ostatnia piosenka                                                                   | Nominacja | [ 152 ]                 |